# Gare de Peissant
La gare de Peissant est une ancienne gare ferroviaire belge de la ligne 108, de Haine-Saint-Pierre à Erquelinnes, située à Peissant, ancienne commune rattachée à celle d'Estinnes dans la province de Hainaut en région wallonne.
Mise en service en 1857 par la Compagnie du chemin de fer du Centre, elle ferme le 4 novembre 1962 aux voyageurs et au plus tard en 1984 aux marchandises. Le bâtiment de la gare, fort similaire à celui de la gare de Bonne-Espérance n'existe plus.

## Situation ferroviaire
Établie à 144 m d'altitude, la gare de Peissant se situait au point kilométrique (PK) 16.5 de la ligne 108, de Haine-Saint-Pierre à Erquelinnes, entre les gares fermées de Faurœulx et de Grand-Reng.

## Histoire
Une station est mise en service à Peissant le 2 août 1857 lorsque la Compagnie du chemin de fer du Centre met en service la ligne de Haine-Saint-Pierre à Erquelinnes.
En septembre 1890, à la station de Binche, on procède à l'adjudication des modifications à la toiture au bâtiment des recettes de la station de Peissant. Au cours du siècle suivant, ce bâtiment sera vendu à un particulier et démoli.
Les trains de voyageurs cessent de circuler entre Binche et Erquelinnes à partir du 4 décembre 1962. Peissant et Grand-Reng conservent une desserte marchandises jusqu'en 1984 ; la voie sera par la suite démantelée.

## Patrimoine ferroviaire
Le bâtiment des recettes de la gare a totalement disparu, remplacé par les bâtiments d'une exploitation agricole. Dans son état d'origine il était très similaire au premier bâtiment de la gare de Bonne-Espérance mais sa toiture est modifiée vers 1890. Une photographie de la gare montre ce bâtiment au corps central de cinq travées, sans le pignon médian toujours visible à Bonne-Espérance, tandis que des extensions de deux travées — une à toit plat et une au toit à deux pentes, recouvrant deux fenêtres transversales et l'inscription du nom de la gare — encadrent ce bâtiment avec un petit hangar à marchandises et un pavillon pour les toilettes.
Une maison de garde-barrière se trouve à proximité.